# Bupleurum salicifolium
Bupleurum salicifolium là một loài thực vật có hoa trong họ Hoa tán. Loài này được R.Br. mô tả khoa học đầu tiên năm 1828.

## Hình ảnh

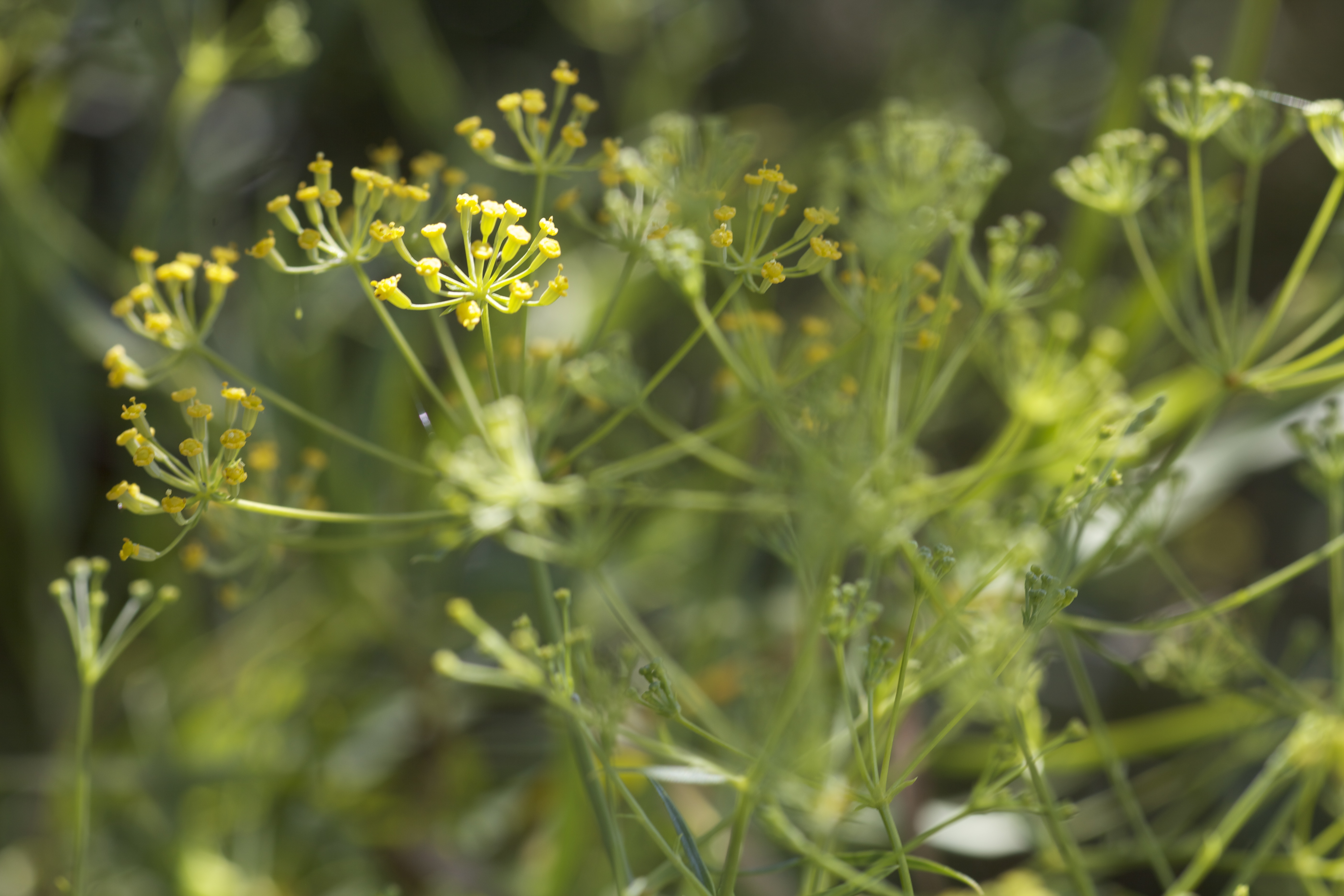
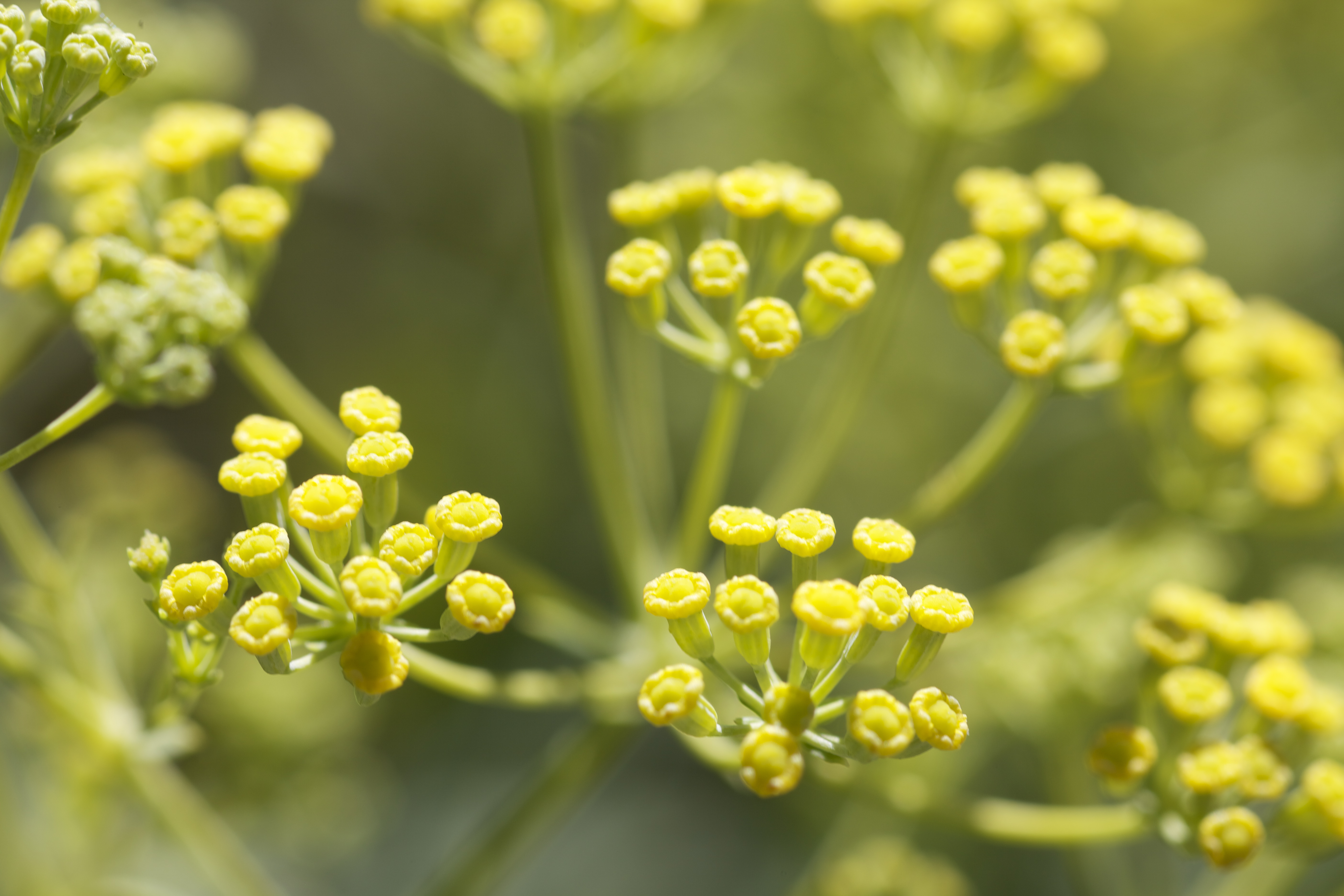
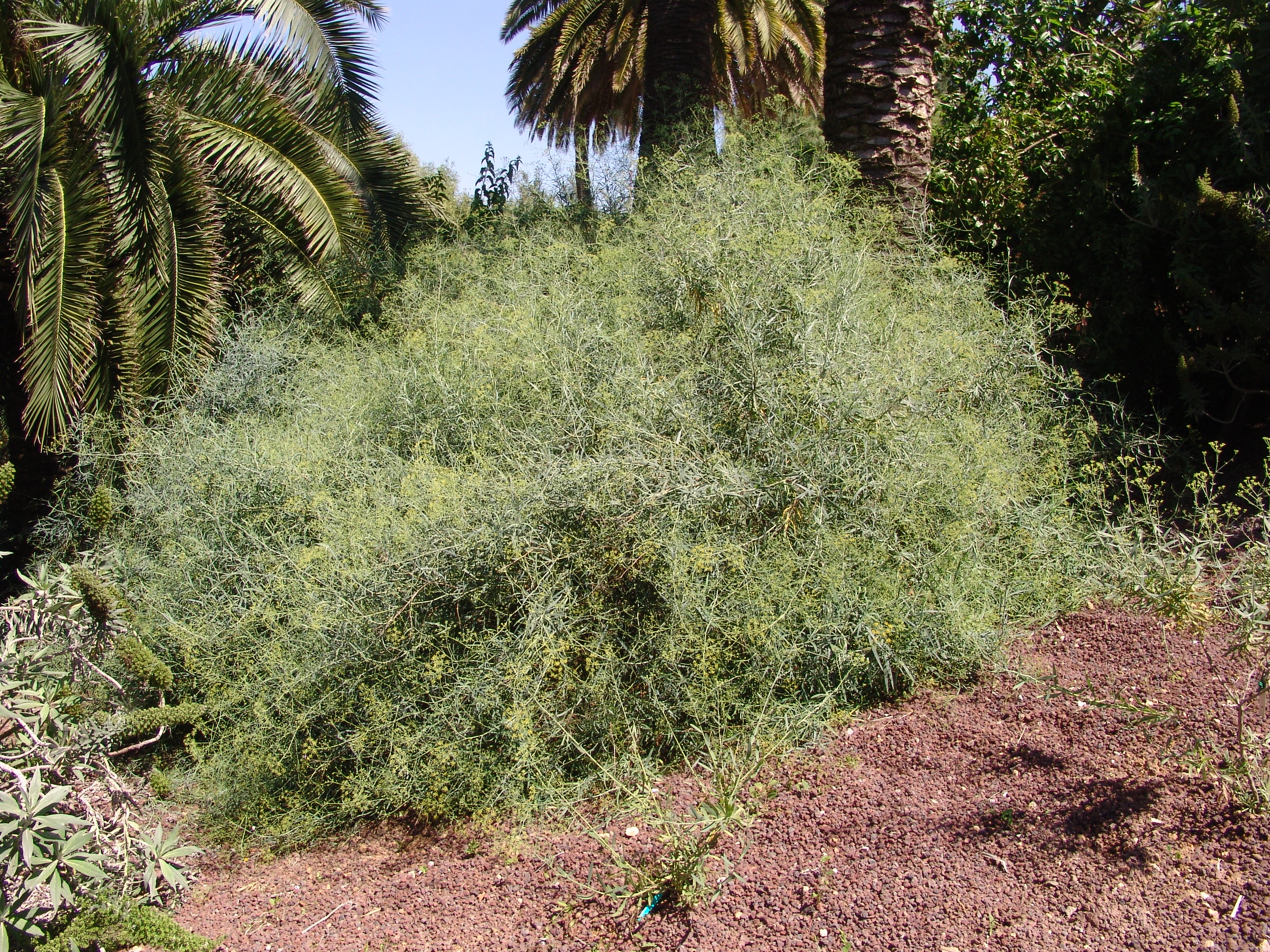